# ムランビ虐殺記念館

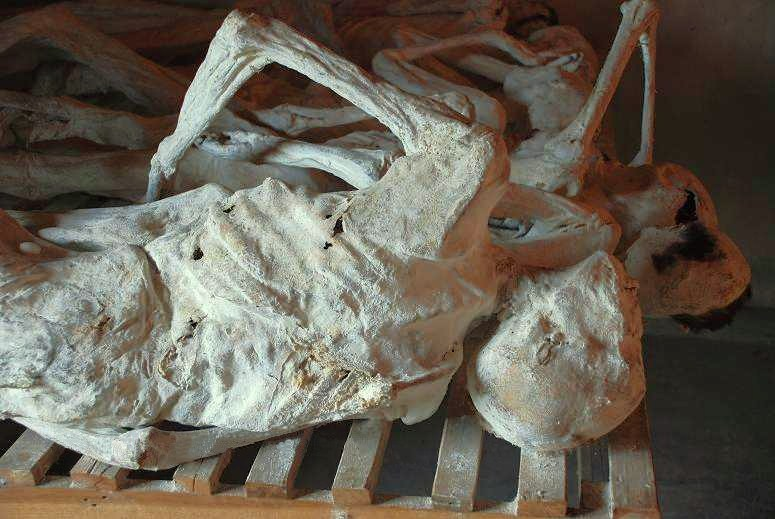
校内に残る虐殺犠牲者の頭蓋骨.

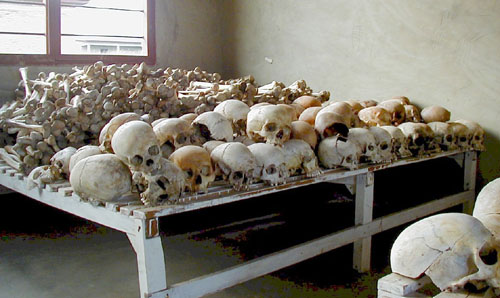
校内に残る虐殺犠牲者の頭蓋骨、2001年撮影

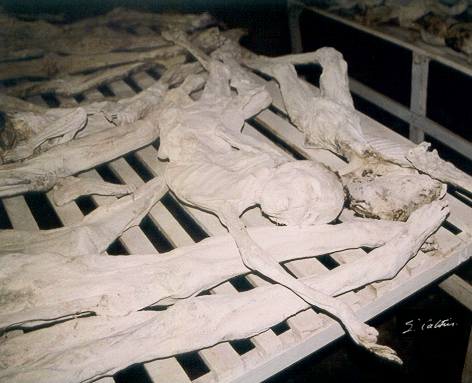
虐殺犠牲者のミイラ化した遺体、2001年撮影

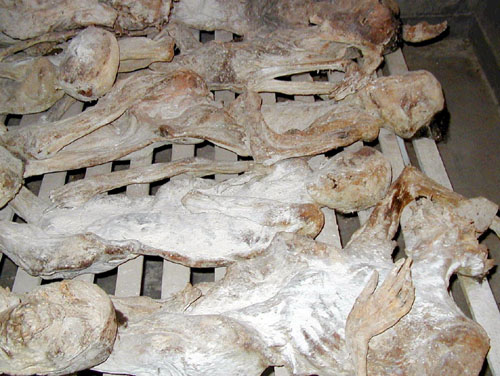
手前側の遺体は頭部が切断されている、2001年撮影

ムランビ虐殺記念館（ムランビぎゃくさつきねんかん、Murambi Genocide Memorial Centre ）は、ルワンダ南部州のムランビにある1994年のルワンダ虐殺に関する記念館である。この建物は元々学校であったが、1994年4月に虐殺の現場となり、現在ではその惨禍を伝えるための記念館として使用されている。ニャマタ虐殺記念館などとともに、2023年にルワンダ初の世界文化遺産に登録された。

## 概要
この建物は元々ムランビ技術学校（Murambi Technical School ）と呼ばれる学校であった。
ルワンダ虐殺が始まった当初、この地域に住むツチは地元の教会に避難しようとした。しかし、"丘の上の学校に避難すればフランス軍の保護が受けられる"という市長と教会の司教の言葉に欺かれ、ツチらは学校へ隠れることになった。1994年4月16日、唐突に水や電気の供給が停止された。この時点でおよそ6万5000人のツチが学内に避難しており、食料も水も不足する中、避難民らは自衛のために投石用の石を数日かけて拾い集めている。しかし4月21日の夜半、フランス軍が唐突に姿を消すとともに、学校はフツ系過激派民兵のインテラハムウェの襲撃を受けた。約4万5000人のツチが校内で殺害され、この日の虐殺を逃れた者の内の大半も、翌日に近くの教会へと逃れようとしたところを殺害された。
現在、ムランビ技術学校の校舎は虐殺記念館として使用され、被害者数千人分の頭蓋骨とミイラ化した遺体が展示されている。なお、ルワンダ虐殺にフランス政府が加担していたとの主張が、2008年にルワンダ政府によりなされている。